# كيمة (سر أسياب يوسفي)
کیمة (بالفارسية: کیمه) هي قرية تقع في إيران في قسم سر أسياب يوسفي الريفي.